# Ike Taylor
Ivan "Ike" Taylor (nascido em 5 de maio de 1980) é um ex-jogador profissional de futebol americano. Ele foi selecionado pelo Pittsburgh Steelers da National Football League (NFL) na quarta rodada do draft da NFL de 2003 e passou toda a sua carreira de doze anos em Pittsburgh. Ele jogou futebol americano universitário na Universidade da Luisiana em Lafayette. Ele fez parte dos times que venceram as edições XL e XLIII do Super Bowl.
Anteriormente, ele foi analista do NFL Now e de outros programas da NFL Network.